# Pinatubo

De locatie van de Pinatubo in het Zambalesgebergte

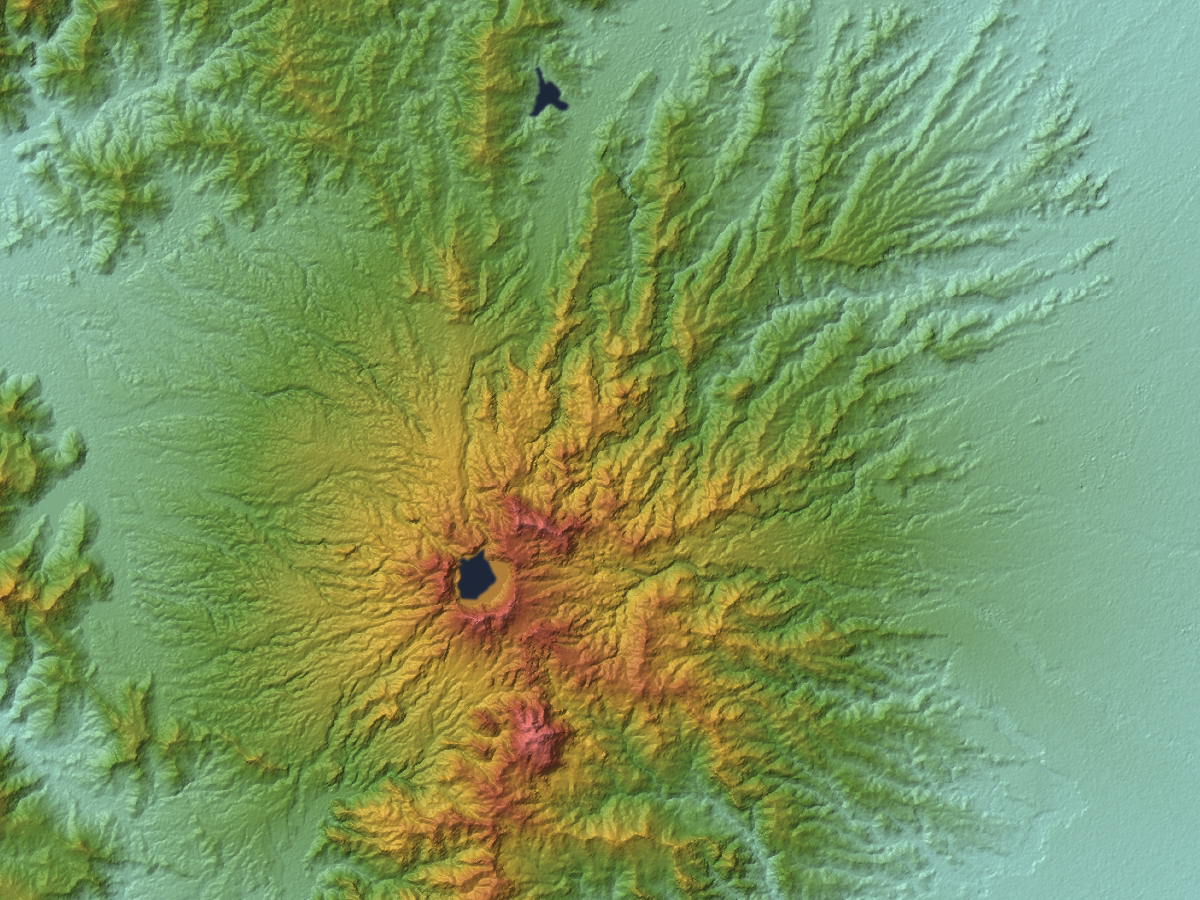
Reliëfkaart van de Pinatubo

De Pinatubo (of: Mount Pinatubo) is een actieve vulkaan op het Filipijnse eiland Luzon op de grenzen van de provincies Zambales, Bataan en Pampanga. Tot 1991 was de berg onopvallend en ernstig geërodeerd. Er waren mensen die zelfs twijfelden of de Pinatubo wel een vulkaan was. De berg was bedekt met dichte bossen waar enkele duizenden Aeta woonden. Deze groep had hier haar toevlucht gezocht vanuit het laagland toen de Spanjaarden vanaf 1571 Luzon veroverden.
De uitbarsting van juni 1991 was de eerste na een periode van vijfhonderd jaar en was een van de grootste en meest explosieve uitbarstingen van de 20e eeuw. Een succesvolle voorspelling van het tijdstip van de uitbarsting door het Philippine Institute of Volcanology and Seismology met hulp van haar Amerikaanse tegenhanger US Geological Survey leidde tot de massale evacuatie van tienduizenden mensen. Hierdoor werden vele mensenlevens gespaard. De omliggende gebieden werden echter ernstig aangetast als gevolg van de pyroclastische stromen, asregens en, in een later stadium, lahars (hete modderstromen), als gevolg van de regen die vulkanische resten meespoelde.
De effecten van de uitbarsting waren wereldwijd merkbaar. Grote hoeveelheden fijnstof werden de stratosfeer in geslingerd; meer dan bij elke uitbarsting sinds die van de Krakatau in 1883. Het fijnstof veroorzaakte gedurende de daaropvolgende maanden een wereldwijde stijging in het zwavelzuur-gehalte. De gemiddelde temperatuur op aarde daalde zo'n 0,5 °C en de afbraak van ozon versnelde aanzienlijk.

## Overzicht van het gebied van de Pinatubo

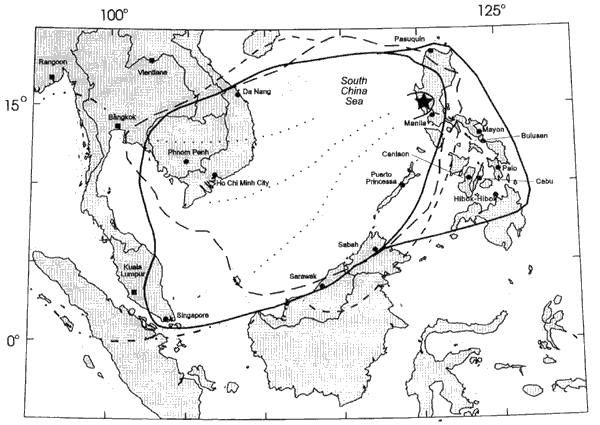
De locatie van de Pinatubo met aangegeven in welk gebied de as van de uitbarsting uit 1991 terechtgekomen is.

De Pinatubo is een vulkaan in een keten van vulkanen op het westelijke deel van het eiland Luzon (het Zambalesgebergte) . Deze vulkanen zijn ontstaan als gevolg van subductie, waarbij de continentale Euraziatische Plaat onder de Filipijnse Mobiele Plaat duikt bij de Manillatrog meer naar het westen. Het woord pinatubo betekent: "doen groeien" in de talen Tagalog en Sambal. Dit zou kunnen verwijzen naar de vruchtbare grond die de omgeving van de Pinatubo kenmerkte na vorige uitbarstingen, waarvan de laatst bekende rond 1500 plaatsvond.
Tot de catastrofale uitbarsting van 1991 was de Pinatubo een onopvallende vulkaan, onbekend bij de meeste mensen die in de omgeving woonden. Haar top lag op 1745 meter boven zeeniveau, maar slechts zeshonderd meter boven de omringende vlakten en zo'n tweehonderd meter hoger dan de hoogste pieken eromheen, die het uitzicht op de berg grotendeels blokkeerden. Een van de oorspronkelijke volkeren van de Filipijnen, de Aeta, had zich eind 16e eeuw op de flanken van de Pinatubo gevestigd op de vlucht voor de Spanjaarden, die rond 1571 ook Luzon onder controle kregen. De Aeta waren jager-verzamelaars, die erg succesvol waren in het overleven in de dichte jungle in het gebied.
In totaal leefden zo'n 30.000 mensen op de flanken van de vulkaan in barangays (dorpen) en andere kleine nederzettingen. De dichte jungle, die het grootste deel van de berg en omliggende pieken bedekte, voorzag de Aeta in levensonderhoud, terwijl in de omliggende vlakkere gebieden, als gevolg van de moesson en de vruchtbare vulkanische grond, de omstandigheden uitstekend waren voor landbouw. Veel dorpelingen verbouwden hier rijst en ander voedsel. Naar schatting leefden zo'n 500.000 mensen binnen een afstand van veertig kilometer tot de bergtop, waaronder de stad Angeles, met 150.000 inwoners, en de Amerikaanse luchtmachtbasis Clark Air Base, waar zo'n 20.000 mensen woonden.
Enkele belangrijke rivieren, zoals de Bucao, de Santo Tomas, de Maloma, de Tanguay en de Kileng, hebben hun oorsprong op de Pinatubo. Voor de uitbarsting van 1991 waren deze rivieren vochtige ecosystemen. De pyroclastische stromen hebben echter veel van de valleien, waar deze rivieren doorheen stromen, gevuld met vulkanische resten. Als gevolg daarvan zijn de rivieren geblokkeerd met sediment en komen tijdens het natte seizoen lahars nog regelmatig voor. Uit studies blijkt dat de riviersystemen constant veranderen als gevolg van de optredende modderstromen.

## Geologische geschiedenis
Hoewel er geen kennis bestaat van eerdere grote uitbarstingen in het Pinatubogebied, rapporteerden enkele Aeta in 1991 dat de ouderen onder hen zich kleine explosies konden herinneren. De Pinatubo was al voor de uitbarsting van 1991 een bekend geothermisch gebied. Het ontsnappen van kleine hoeveelheden stoom gepaard gaand met kleine explosies is vrij normaal voor dergelijke gebieden. Pas na 1991 begonnen geologen met het grondig onderzoeken van de geschiedenis van de vulkanische activiteit in dit gebied. De uitbarstingen uit het verleden kunnen in twee belangrijke tijdsperioden worden ingedeeld.

### De prehistorische Pinatubo
Een groot deel van het ruige landschap om de huidige vulkaan heen is gevormd door de vulkanische activiteit van de Pinatubo zelf, die ongeveer 1,1 miljoen jaar geleden begon, tijdens het Pleistoceen. Uit de tegenwoordig nog overgebleven lagere hellingen van de berg is afgeleid dat de prehistorische Pinatubo een hoogte gehad zou kunnen hebben van zo'n 2300 meter boven zeeniveau.
Diverse bergen in de nabijheid van Pinatubo zijn oude nevenuitgangen van de prehistorische Pinatubo in de vorm van vulkanische pluggen en lavakoepels. Enkele toppen rondom de Pinatubo zijn overblijfselen van zulke competente gesteentelichamen, die overbleven na erosie van het minder resistente omringende gesteente.
De uitbarstingen van de prehistorische Pinatubo waren vermoedelijk veel minder explosief dan de uitbarsting van 1991 en waarschijnlijk stokte de activiteit zo'n 45.000 jaar geleden. Na een vrij lange periode van rust, ontstond het hedendaagse uiterlijk van de Pinatubo na uitbarstingen van zo'n 35.000 jaar geleden.

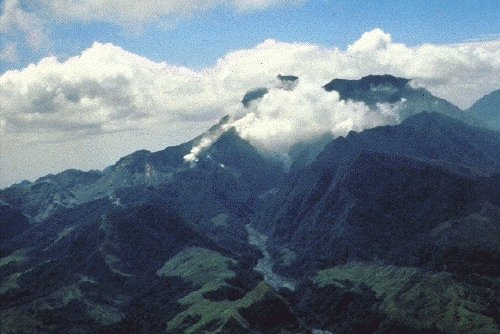
De Pinatubo in april 1991 voor de hevige uitbarsting van dat jaar.

### De hedendaagse Pinatubo
De geboorte van de hedendaagse Pinatubo vond plaats middels de meest explosieve uitbarsting uit haar geschiedenis, de eruptie van 35.000 jaar geleden. Pyroclastische gesteentelagen tot honderd meter dik aan alle zijden van de berg werden hierbij afgezet. Het totale volume van het materiaal dat bij die uitbarsting vrijkwam zou zo'n 25 kubieke kilometer geweest kunnen zijn. Het verdwijnen van dit materiaal uit de onderliggende magmakamer heeft geleid tot inzakking van de ondergrond in het gebied rondom de vulkaan met als gevolg de vorming van een grote caldera.
Daarna deden zich nog enkele grote uitbarstingen voor: 17.000 jaar, 9000 jaar, 6000 jaar, 5000 jaar en 3900 tot 2300 jaar geleden. Elk van deze uitbarstingen lijkt explosief geweest te zijn, waarbij meer dan 10 km³ materiaal vrijkwam en grote omringende gebieden bedekt werden met het materiaal van lahars. Wetenschappers schatten dat de meest recente uitbarsting voor 1991 zo'n vijfhonderd jaar eerder plaatsvond. Daarna bleef de vulkaan relatief rustig. De hellingen raakten compleet begroeid met dichte regenwouden die vele geulen en ravijnen bedekten.

## Het ontwaken in 1991

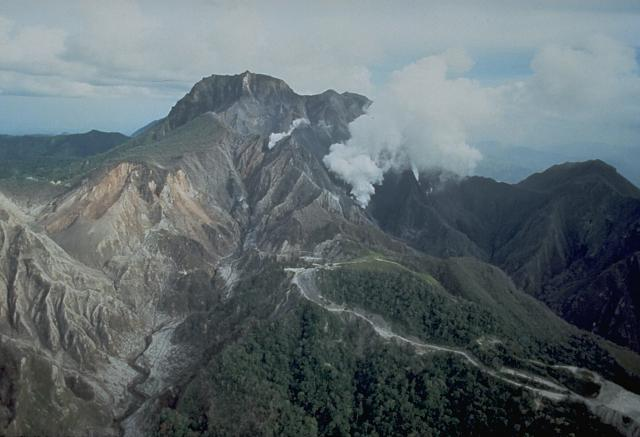
Een van de vroege explosieve uitbarstingen van de Pinatubo in april 1991. Een voorbode voor asregens

Op 16 juli 1990 trof een aardbeving van 7,8 op de schaal van Richter Centraal-Luzon. Omdat het epicentrum op ongeveer 100 kilometer ten noordoosten van Pinatubo lag, denken sommige vulkanologen dat dit uiteindelijk de uitbarsting van 1991 heeft opgestart. Het is echter onmogelijk om deze hypothese te bewijzen. Twee weken na de aardbeving rapporteerden bewoners van het gebied dat er stoom uit de vulkaan kwam, maar wetenschappers die de berg bezochten concludeerden dat kleine aardverschuivingen hier de oorzaak van waren geweest.
Op 15 maart 1991 voelden dorpsbewoners aan de noordwestzijde van de vulkaan een serie aardschokken. Gedurende de twee weken daarop werden nog meer aardschokken met toenemende intensiteit waargenomen en het werd duidelijk dat enige vorm van vulkanische activiteit aanstaande was. Op 2 april werd de vulkaan wakker middels een freatische uitbarsting die plaatsvond vlak bij de top langs een 1,5 km lange kloof. De weken daarop bleven de uitbarstingen aanhouden, waardoor de omliggende gebieden onder de as kwamen te zitten. Seismografen detecteerden elke dag honderden kleine aardschokken.
Wetenschappers installeerden onmiddellijk apparatuur om de vulkaan in de gaten te houden en analyseerden de vulkaan op zoek naar aanwijzingen van uitbarstingen in het verleden. C14-datering van koolstof die werd gevonden in oude vulkanische resten onthulde de drie grote explosieve uitbarstingen in recente millennia, ongeveer 5500, 3500 en 500 jaar geleden. Geologische kaarten lieten zien dat veel van de omliggende vlakten waren gevormd door resten van lahars als gevolg van voorgaande uitbarstingen.
De vulkanische activiteit nam toe gedurende de maanden april en mei. Metingen lieten zien dat de uitstoot van zwaveldioxide toenam van 500 ton per dag op 13 mei tot 5000 ton per dag op 28 mei. Dit wees erop dat er een kolom vers magma omhoogkwam in het binnenste van de vulkaan. Na 28 mei daalde de hoeveelheid zwaveldioxide-uitstoot echter substantieel, wat erop kon wijzen dat het magma geblokkeerd was en dat de druk in de magmakamer aan het oplopen was. Dit zou de kans op explosieve uitbarstingen aanzienlijk verhogen.
De eerste uitbarstingen waarbij magma vrijkwam vonden plaats op 3 juni, de eerste grote explosie, die een askolom van 7 km hoogte genereerde, op 7 juni. Het Philippine Institute of Volcanology and Seismology (PHIVOLCS) onder leiding van Raymundo Punongbayan liet een waarschuwing uitgaan, waarbij het aangaf dat de mogelijkheid aanwezig was dat een grote uitbarsting binnen twee weken plaats zou vinden.

### De evacuatie

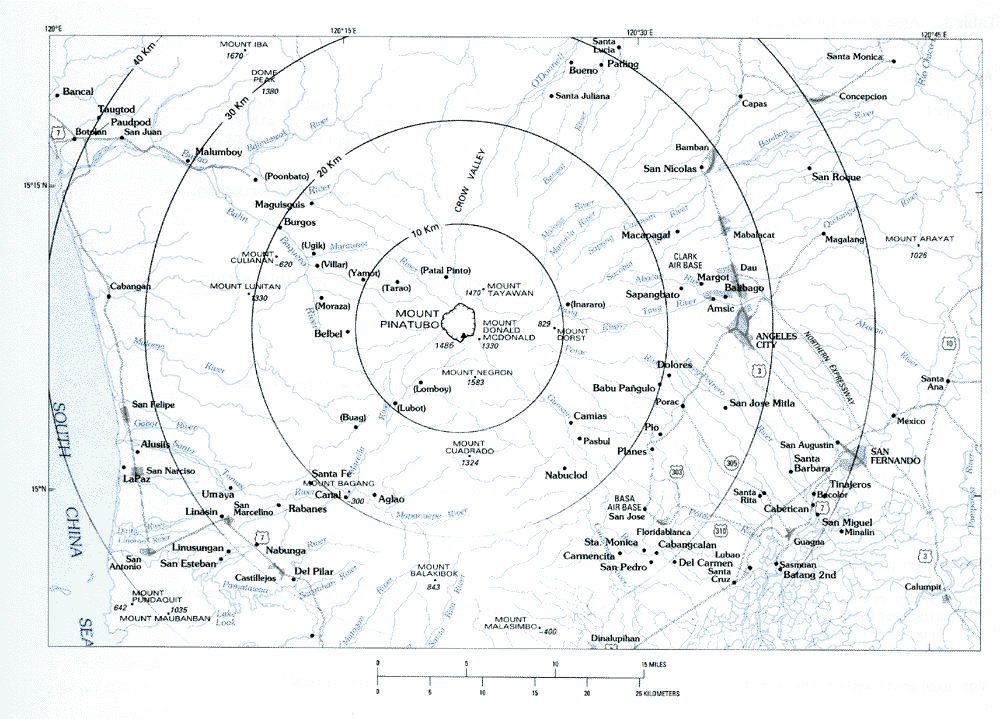
Pinatubo evacuatiezones

Gezien het feit dat alle tekenen erop wezen dat een heel grote uitbarsting aanstaande was, ging PHIVOLCS samen met US Geological Survey aan de slag om mensen in het gebied van de ernst van de situatie te overtuigen. Een valse waarschuwing zou leiden tot cynisme bij elke volgende waarschuwing en een te late waarschuwing zou tot duizenden doden kunnen leiden. Om deze reden stonden de vulkanologen onder behoorlijke druk de timing en nauwkeurigheid van de inschatting van het gevaar juist te hebben.
Drie opeenvolgende evacuatiezones werden vastgesteld. De binnenste was die tot 10 kilometer van de top, de tweede van 10 tot 20 kilometer van de top en de derde van 20 tot 40 kilometer van de top. In de laatste zone vielen ook Angeles en Clark Air Base. In de eerste twee zones (tot 20 km) woonden zo'n 40.000 mensen, terwijl in de 20–40km-zone in het totaal zo'n 331.000 mensen woonden. Er werden vijf waarschuwingsniveaus gedefinieerd variërend van niveau 1 (lage seismische activiteit) tot niveau 5 (grote uitbarsting). Dagelijks werden via de lokale kranten, radio- en nieuwszenders de inwoners van de gebieden op de hoogte gehouden van het waarschuwingsniveau en het gebied waar gevaar te duchten was.
Veel van de Aeta die op de hellingen van de vulkaan woonden verlieten hun dorpen uit vrije wil toen de eerste explosies te horen waren in april, en verzamelden zich in een dorp op 12 km van de top. Ze trokken naar steeds verder weg gelegen dorpen toen de uitbarstingen escaleerden, waarbij sommige Aeta tot wel negen keer verhuisden in de twee maanden voorafgaand aan de grote uitbarsting.
Het eerste formele besluit tot evacuatie van de 10 kilometer zone werd op 7 april genomen. Op 14 juni moest ook de 20 - 40 kilometer zone ontruimd worden en op 15 juni hadden al 60.000 mensen uit het gebied binnen 30 kilometer van de vulkaan hun toevlucht elders gezocht, de meesten in Manilla of in Quezon City, waar zo'n 30.000 mensen in het Amorante Stadion verbleven.

### De uitbarstingen groeien naar een climax

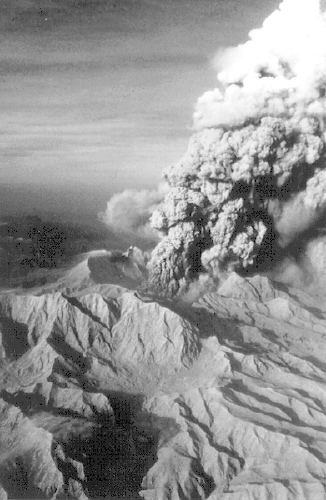
Een explosieve uitbarsting op 15 juni 1991

Begin juni lieten tiltmeters zien dat de vulkaan duidelijk aan het uitzetten was als gevolg van de groeiende hoeveelheden magma die het reservoir onder de top vulde. Tegelijkertijd verschoven de seismische activiteiten, die zich tot dan toe geconcentreerd hadden op een diepte van enkele kilometers onder een punt zo'n 5 kilometer ten noordwesten van de top, naar locaties vlak onder de oppervlakte van de top. Op 7 juni vonden de eerste uitbarstingen waarbij magma vrijkwam plaats, na de vorming van een lavakoepel bij de top van de vulkaan. De koepel groeide de daaropvolgende vijf dagen gestaag tot een maximum diameter van zo'n 200 meter met een hoogte van 40 meter.
Een kleine explosie op 12 juni om 03:41 uur markeerde het begin van een nieuwe, meer explosieve fase van de uitbarsting. Enkele uren later vonden enkele grote explosies plaats met als gevolg een eruptiekolom van hete vulkanische as, die al snel een hoogte van negentien kilometer had bereikt en waarbij pyroclastische stromen ontstonden, die in enkele riviervalleien afstanden tot zo'n vier kilometer van de top bereikten. Veertien uur later stootte een vijftien minuten durende uitbarsting een askolom tot wel 24 kilometer de lucht in, wat veel bliksem veroorzaakte.
Een derde grote uitbarsting begon op 13 juni om 08:41 na een reeks intensieve kleine aardbevingen in de twee uur daaraan voorafgaand. Dit duurde ongeveer vijf minuten en de eruptiekolom bereikte een hoogte van 24 kilometer. Na drie uur seismische rust werd in de 24 uur daarna de seismische activiteit steeds intenser tot een drie minuten durende uitbarsting op 14 juni om 13:09 uur een 21 kilometer hoge eruptiekolom uitstootte.
Vooral aan de zuidzijde van de vulkaan kwam tijdens deze vier uitbarstingen veel vulkanisch materiaal terecht. Twee uur na de laatste van deze vier explosies begon een serie uitbarstingen die 24 uur lang doorgingen en waarbij veel grotere pyroclastische stromen vrijkwamen, die enkele kilometers naar beneden langs de flanken van de vulkaan terechtkwamen.

### De grote uitbarsting

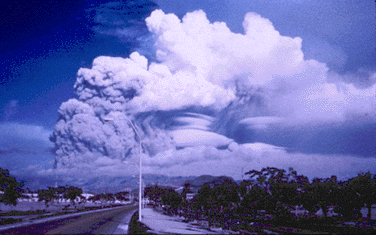
Vlak voor de eruptie (1991)

Op 15 juni werden de voortekenen voor de grote uitbarsting zichtbaar. Hevige bevingen vanaf 13:42 uur waren te veel voor de seismografen op Clark Air Base om weer te geven en om 14:30 uur waren ze allemaal buiten werking, grotendeels vanwege pyroclastische stromen. Men nam hevige schommelingen in de luchtdruk waar.
Op dezelfde dag trof tyfoon Yunya het eiland en kwam daarbij zo'n 75 kilometer ten noorden van de vulkaan voorbij. De regen maakte observaties van de uitbarsting moeilijk tijdens het hoogtepunt van de uitbarsting, die ongeveer drie uur duurde. Men heeft wel as kunnen meten tot 34 km hoogte in de atmosfeer. Pyroclastische stromen kwamen van de top naar beneden en kwamen daarbij tot zo'n zestien kilometer ver van de top. De regen als gevolg van de tyfoon gecombineerd met de as zorgde voor enorme lahars.
De aswolk van de vulkaan bedekte een gebied van zo'n 125.000 km², en zorgde daarmee voor duisternis in Centraal-Luzon. Op bijna het gehele eiland kwam een laag as terecht, vermengd met regen, wat de aanblik gaf van een sneeuwachtige deken. Vulkanisch materiaal kwam in een groot deel van het gebied van de Zuid-Chinese Zee terecht en asresten werden gerapporteerd tot in Vietnam, Cambodja en Maleisië.
Tegen half elf 's avonds, negen uur na het begin van de grote uitbarsting, waren de luchtdrukgolven weer gereduceerd tot het niveau van voor de uitbarsting. Er zijn geen seismische gegevens beschikbaar van dit tijdstip, maar vulkanologen nemen aan dat 22:30 uur het tijdstip is waarop de grote uitbarsting voorbij was.

### De nasleep

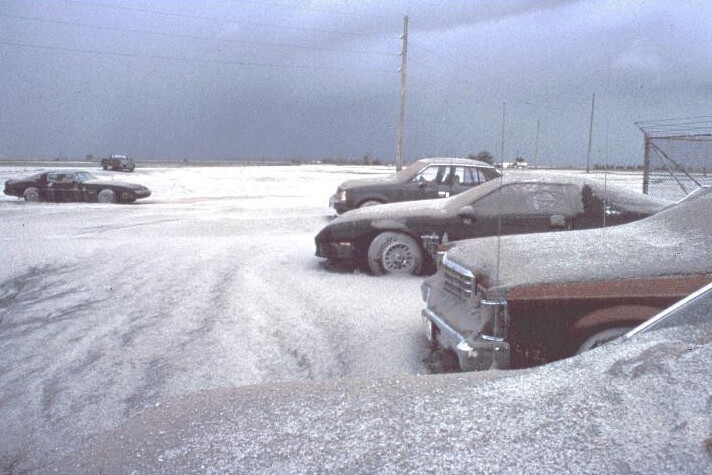
Sneeuwachtige as als gevolg van de hevige regen gecombineerd met de askolommen

In totaal werd tien kubieke kilometer materiaal door de vulkaan uitgestoten, waarmee het wat dat betreft de grootste uitbarsting sinds die van de Novarupta in 1912 is. Uitgestoten materiaal heeft een veel kleinere dichtheid dan magma, maar het volume van het uitgestoten materiaal stond ongeveer gelijk aan vier kubieke kilometer niet uitgestoten materiaal. Deze kolossale uitbarsting had een waarde van 6 op de Vulkanische-explosiviteitsindex. De voormalige top van de berg werd vervangen door een caldera van 2,5 kilometer breed. Het hoogste punt van deze caldera ligt nu op 1485 meter boven zeeniveau, ongeveer 260 meter lager dan de top was voor de uitbarsting.
Ongeveer driehonderd mensen kwamen bij de uitbarsting om het leven, meestal als gevolg van instortende daken onder het gewicht van de natte as. Dit effect is behoorlijk verergerd door de gelijktijdige aankomst van tyfoon Yunya. De evacuatie in de dagen voorafgaand aan de uitbarsting heeft zonder twijfel tienduizenden mensenlevens gered en wordt geroemd als een groot succes voor de vulkanologie en de mogelijkheden om uitbarstingen te voorspellen.

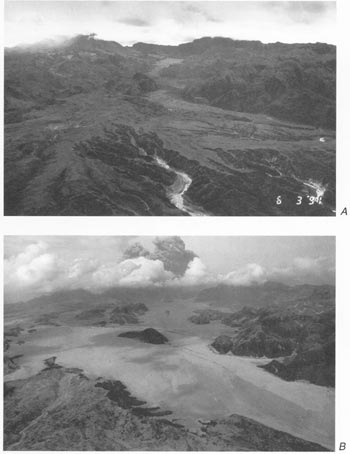
Voor en na uitbarsting: een rivierbedding gevuld met pyroclastisch materiaal

De as die de vulkaan had uitgestoten had ook effect op de luchtvaart in de Filipijnen. Bij twee vliegtuigen viel een motor uit en in totaal raakten de dagen na de uitbarsting ten minste zestien commerciële lijntoestellen beschadigd. Tien motoren moesten uiteindelijk worden vervangen, waaronder alle vier motoren van een van de vliegtuigen. Daarnaast bleek de as ook op de lange termijn schadelijk voor de vliegtuigen die erdoorheen vlogen.
Sinds de uitbarsting komen elk jaar in het natte seizoen lahars voor, waardoor al vele duizenden mensen hebben moeten verhuizen. Honderden zijn omgekomen door de slechte hygiëne in de hervestigingskampen. De landbouw in de regio heeft ook ernstig geleden onder de effecten van de uitbarsting, omdat honderden vierkante kilometers voormalige landbouwgrond onvruchtbaar zijn geworden. Het resultaat hiervan is dat vele duizenden boeren niet meer in hun levensonderhoud kunnen voorzien.
De Verenigde Staten hadden twee grote luchtmachtbasissen in deze regio ten tijde van de uitbarsting; Subic Bay Naval Base lag 75 kilometer ten zuidwesten van de vulkaan, terwijl Clark Air Base op een kleine 40 kilometer ten oosten van de vulkaan lag. Beide basissen werden verlaten nadat ze ernstig beschadigd werden tijdens de uitbarsting.
Hoewel de uitbarsting van 1991 een van de grootste en meest explosieve van de 20e eeuw was, was ze volgens geologen minder groot dan de uitbarstingen van de vulkaan in het verre verleden. Er lijken aanwijzingen te zijn dat de uitbarstingen van de Pinatubo zwakker worden in de loop van de tijd, maar hier is nog geen overeenstemming over bereikt.

### De sociale en economische effecten

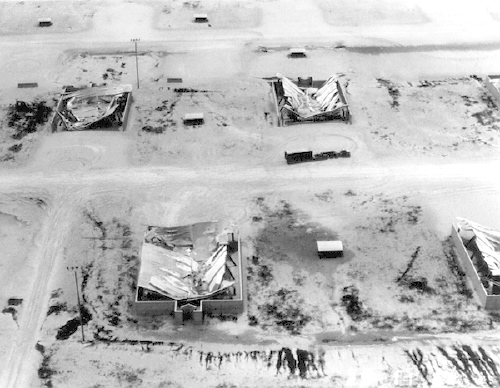
Vernietigde hangars op Clark Air Base als gevolg van de asregens

De uitbarsting van de Pinatubo heeft de economische ontwikkeling van de omliggende gebieden ernstig geschaad. De reparatie van de grote schade aan de gebouwen en infrastructuur heeft miljarden peso gekost. Daarnaast zijn veel kosten gemaakt voor het bouwen van dijken en dammen om de lahars die na de uitbarsting plaats hadden in te dammen.
In totaal werden 364 gemeenschappen en 2,1 miljoen mensen door de uitbarsting getroffen. Meer dan 8000 huizen werden compleet vernietigd en nog eens 73.000 huizen waren beschadigd. Daarbovenop waren wegen en communicatielijnen vernietigd of beschadigd door de pyroclastische stromen en lahars. De geschatte kosten om de infrastructuur weer te herstellen waren 3,8 miljard peso.
Vele herbebossingsprojecten werden verwoest door de uitbarsting. In totaal werd een gebied van 150 km² ter waarde van 125 miljoen peso verwoest. De landbouw werd ernstig ontregeld, als gevolg van de verwoesting van 800 km² rijstgebieden en 800.000 omgekomen stuks vee. De schade aan de landbouw werd geschat op ongeveer 1,5 miljard peso.
De schade aan gezondheidsvoorzieningen en de verspreiding van ziektes in de hervestigingskampen leidde tot hoge dodentallen in de maanden na de uitbarsting. Het onderwijs van duizenden kinderen werd ernstig verstoord als gevolg van de vernietiging van scholen. Het bruto regionaal product van het gebied rond de Pinatubo maakte zo'n 10% uit van het totale Filipijnse bruto nationaal product en groeide ten tijde van de uitbarsting zo'n 5% op jaarbasis. Door de uitbarsting daalde het met zo'n 3%.

### Wereldwijde effecten

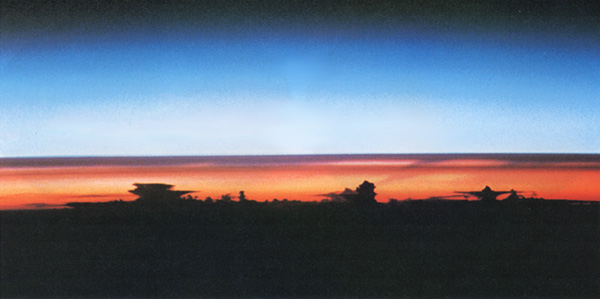
Een foto genomen op 8 augustus 1991 vanuit de spaceshuttle boven Zuid-Amerika die de dubbele laag van de Pinatubo fijnstof boven de hoge cumulonimbus-wolken laat zien.

De krachtige uitstoot van zo'n grote hoeveelheid lava en as heeft gezorgd voor het effect van een vulkanische winter, met grote hoeveelheden stof en fijnstof in de stratosfeer. Zwaveldioxide is in de atmosfeer omgezet in zwavelzuur, die zich in het jaar na de uitbarsting geleidelijk heeft verspreid door de stratosfeer heen rond de aarde. De uitstoot van fijnstof in de stratosfeer is vermoedelijk de grootste sinds de uitbarsting van de Krakatau in 1883, met een totaal van ongeveer 17 miljoen ton SO2. Het is de grootste hoeveelheid ooit gemeten met moderne instrumenten (zie grafiek en kaartje).
Deze erg grote uitstoot in de stratosfeer zorgde voor een afname van de hoeveelheid zonlicht die de aarde bereikte met zo'n 5% (zie plaatje). Dit leidde tot een afname van de gemiddelde temperatuur op het noordelijk halfrond van zo'n 0,5 - 0,6 °C en een wereldwijde daling van zo'n 0,4 °C. Tegelijkertijd steeg de temperatuur in de stratosfeer met enkele graden als gevolg van de absorptie van straling door het fijnstof. De wolk in de stratosfeer zou tot drie jaar na de uitbarsting blijven hangen.

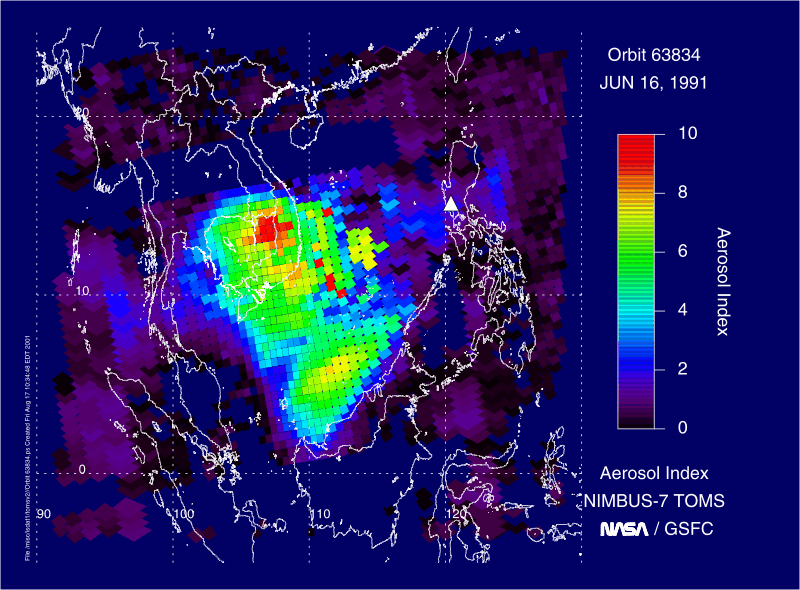
Satellietmetingen van de uitstoot van as en fijnstof door de Pinatubo.

De uitbarsting had een significant negatief effect op de ozonlaag in de atmosfeer. De hoeveelheid ozon in de gematigde zones bereikte het laagst gemeten niveau ooit, terwijl het ozongat boven Antarctica de grootste omvang tot dan toe bereikte. Daarbij dient vermeld te worden dat de uitbarsting van de Mount Hudson in Chili in augustus 1991 ook bijdroeg aan de afbraak van de ozon boven het zuidelijk halfrond. Metingen toonden een scherpe daling van ozonwaarden in de tropopauze toen het fijnstof van de Pinatubo en de Mount Hudson daar arriveerden.
Een ander opmerkelijk effect van het stof in de atmosfeer deed zich voor tijdens maansverduisteringen. Normaal gesproken is de maan, zelfs precies in het midden van de verduistering, nog steeds zichtbaar, maar in de jaren na de uitbarsting van de Pinatubo was de maan bijna niet meer te zien gedurende maansverduisteringen, als gevolg van de absorptie van zonlicht door het stof in de atmosfeer.

## Het gebied sinds 1991

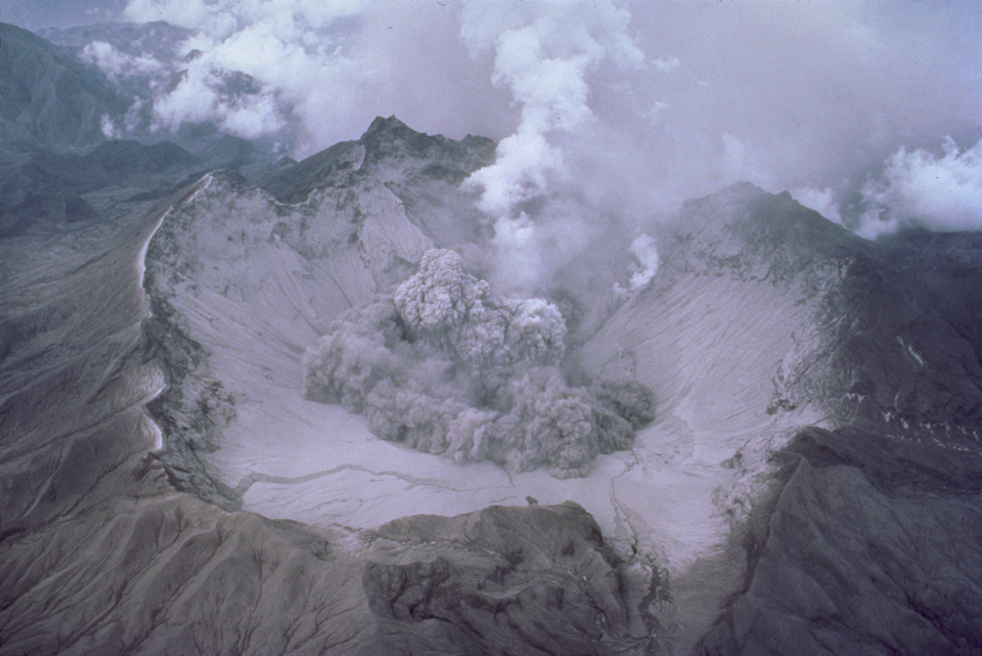
De caldera in augustus 1991 voor de vorming van het kratermeer

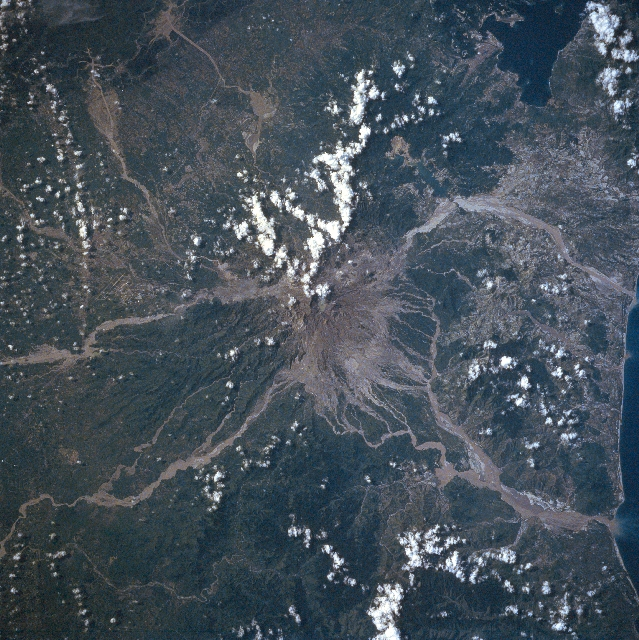
Dikke asresten van Pinatubo kunnen duidelijk waargenomen worden in deze foto uit 1992 vanuit spaceshuttle Atlantis.

Na de grote uitbarsting van 15 juni 1991 bleef de vulkaan actief, maar op een veel lager niveau, met voortdurende as-uitbarstingen tot augustus 1991 en kleinere uitbarstingen tot nog een maand later. De seismische activiteit bleef vervolgens laag tot in juli 1992 een nieuwe lavakoepel begon te ontstaan in de caldera.
Deze koepel leek te zijn samengesteld uit verse lava vanuit het diepe magmareservoir in het binnenste van de vulkaan in plaats van oud materiaal uit een reservoir dichter bij de oppervlakte. Daarom vermoedden de vulkanologen nieuwe explosieve uitbarstingen en werden sommige gebieden opnieuw geëvacueerd. Er vond echter geen explosieve uitbarsting plaats, waarschijnlijk als gevolg van het feit dat gas kon ontsnappen uit het diepe reservoir, waardoor de explosiviteit van de lava die de oppervlakte bereikte afnam. Sinds 1992 heeft de vulkaan geen activiteit meer vertoond behalve een freatische eruptie op 30 november 2021.
De Aeta waren de mensen die het meeste getroffen waren door de uitbarsting. De totale verwoesting van vele dorpen door de pyroclastische stromen en lahars betekende dat velen niet konden terugkeren naar hun voormalige manier van leven. Nadat de gebieden rond de vulkaan veilig verklaard waren, keerden de inwoners van de dorpen die niet verwoest waren, terug naar huis. Maar de meeste mensen verhuisden naar speciale door de overheid georganiseerde hervestigingsgebieden. De omstandigheden waren moeilijk, waarbij elke familie slechts een klein stukje land kreeg, niet erg geschikt voor de landbouw. Veel Aeta vonden slechts op incidentele basis werk bij de boeren van het laagland. De gehele Aeta-samenleving viel uit elkaar en werd afhankelijk van en geïntegreerd met de samenleving uit het laagland.

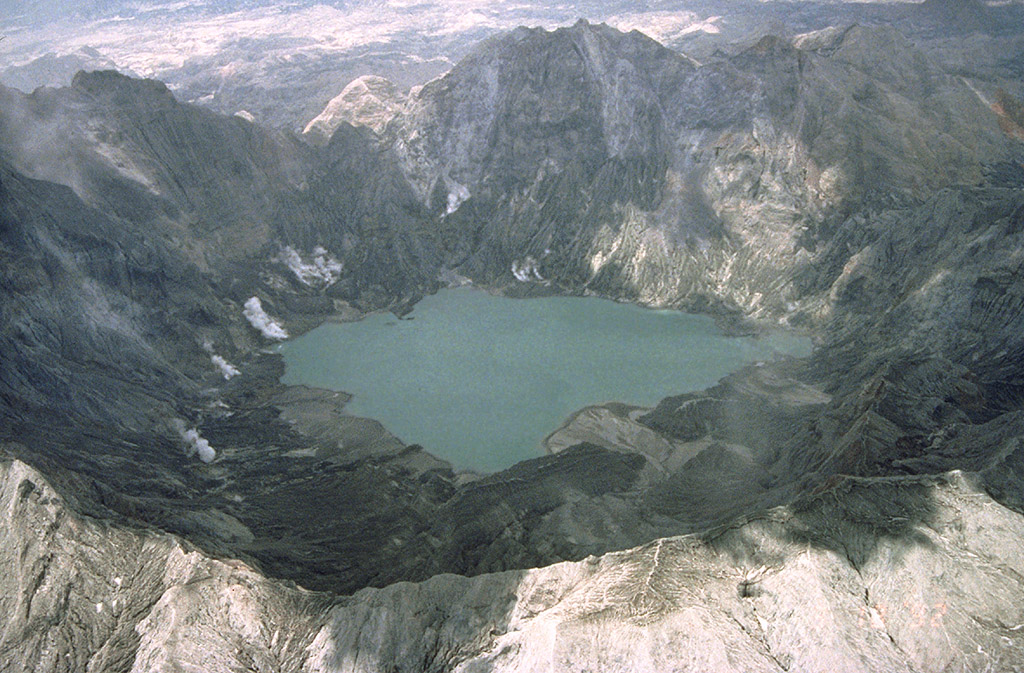
Het kratermeer in mei 1992

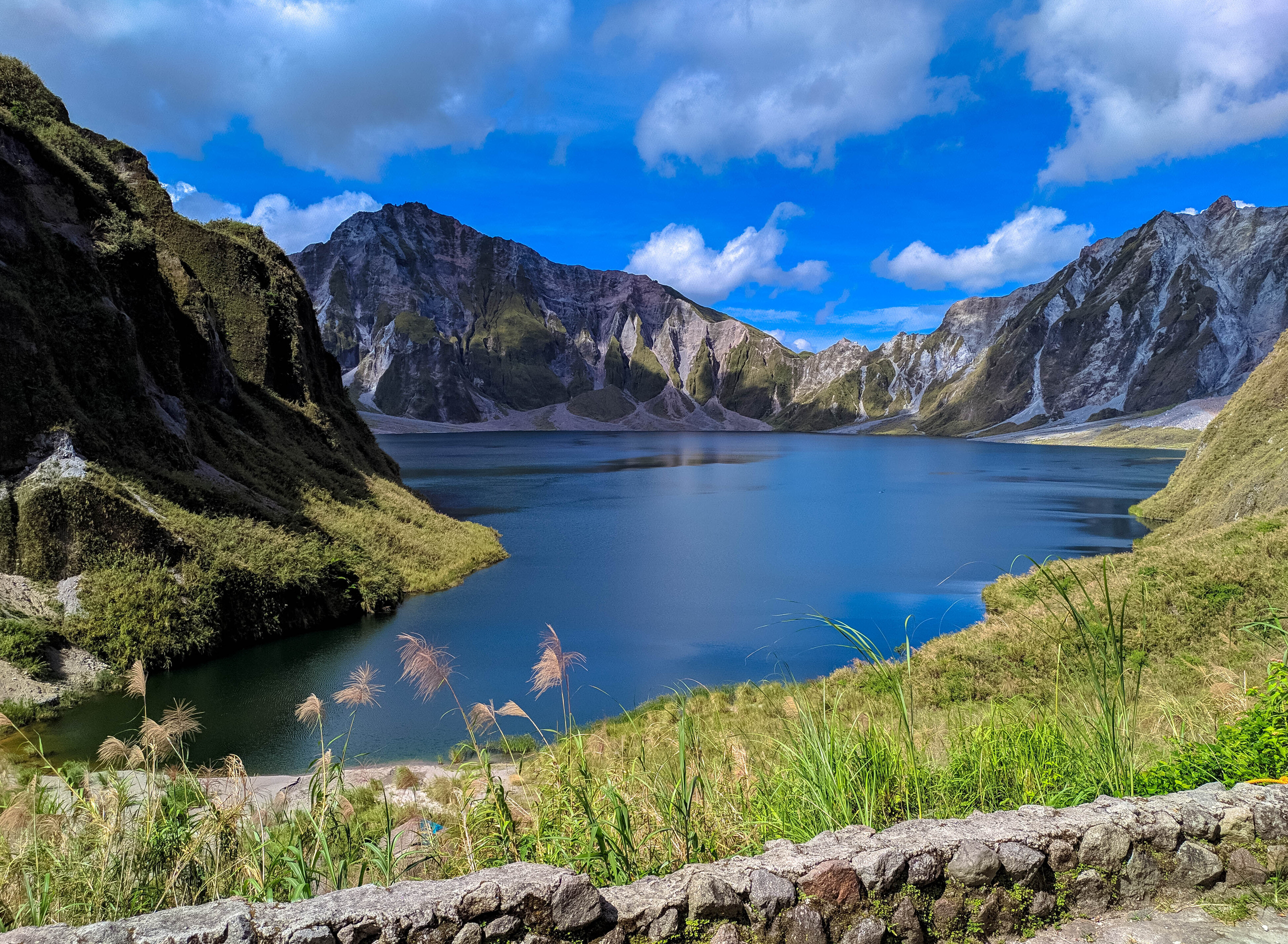
Het kratermeer in 2019

Toen de uitbarstingen geëindigd waren vormde zich een kratermeer in de caldera van 1991, waarbij de lavakoepel uit 1992 een eiland werd. In het begin was het meer klein, heet en erg zuur, met een minimale pH van 2 en een temperatuur van zo'n 40 °C. Overvloedige regenval koelde het meer af tot 26 °C en deed de pH-waarde stijgen tot 5,5 in 2003.
Het waterniveau van het meer steeg per maand gemiddeld één meter tot september 2001, toen de vrees dat de wanden van de krater instabiel zouden kunnen worden de Filipijnse overheid deed besluiten om het meer gecontroleerd te laten leeglopen. Negenduizend mensen uit de omliggende gebieden werden opnieuw geëvacueerd voor het geval dat per ongeluk een grote overstroming zou ontstaan. Arbeiders slaagden erin middels een vijf meter grote inkeping in de rand van de krater met succes een kwart van het meer te laten afvloeien.

## Meer foto's en afbeeldingen

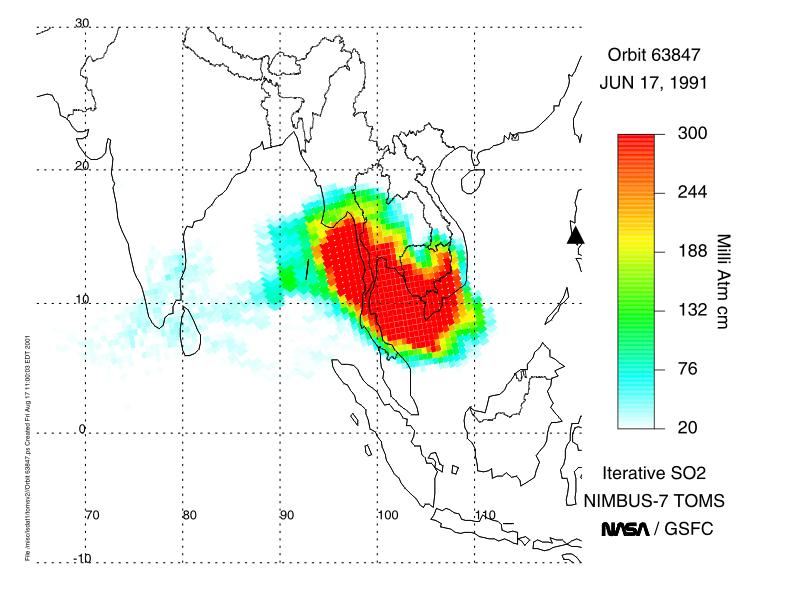
Zwaveldioxide-uitstoot.
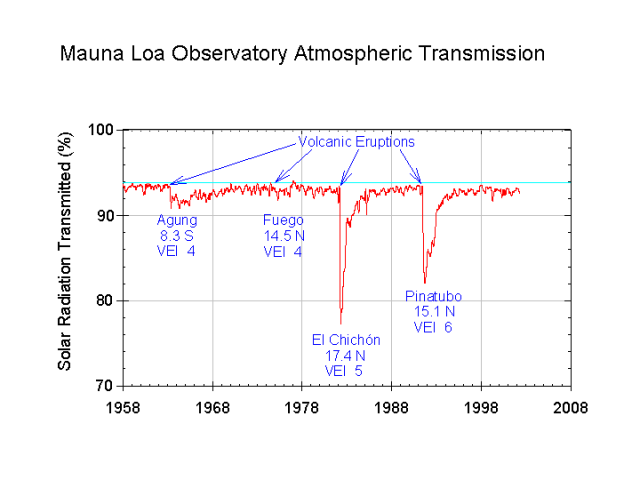
Afname van de zonnestraling als gevolg van vulkaanuitbarstingen.
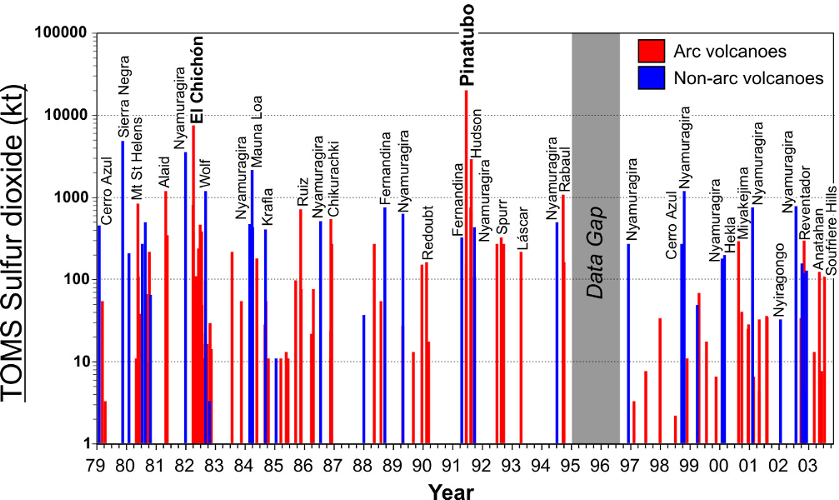
Zwaveldioxide-uitstoot door vulkanen.